# 日比野友香
日比野 友香（ひびの ともか、1997年7月26日 - ）は、日本のタレント、元グラビアアイドル。兵庫県出身。A型。かつての所属事務所はリアルム。現在はフリー。

## 人物
2017年8月、関西の芦屋系お嬢様アイドルユニット「Noah'sMile」（ノアスマイル）の初期メンバーとして活動。
センターも務めていたが、2020年3月にグループは2年半で幕を閉じた。その後、大阪の撮影会のスタッフに誘われグラビアアイドルに転身した。
園田競馬場（兵庫・尼崎市）のイメージガール『SKNフラッシュ8』としても活動している。
2020年、ドラマ「恐怖新聞」第2話に諸積杏奈役で出演。初のテレビドラマ出演にして、壮絶な役どころで視聴者に衝撃を与えた。
趣味はテレビ鑑賞、ショッピング。
特技はダンス。
2021年11月10日、自身のInstagramで翌2022年3月31日を以って芸能界を引退することを発表。
その後、2022年4月3日にInstagramとTwitterで一般企業に就職したことを報告し、完全引退ではなく一部の芸能活動は並行していく予定であるとしている。

## 出演

### テレビ
レギュラー
- UP!アップ!関ガール シーズン2（2020年4月 -  2023年1月、J:COM）
- Nuts POKER（2021年5月 -  、サンテレビ）
- ビーバップハイヒール（ABCテレビ）

#### ドラマ
- 恐怖新聞「第２話」（2020年8月 - 10月、東海テレビ）諸積杏奈 役[7]

### ラジオ
- ラジオ・チャリティー・ミュージックソン （ラジオ大阪）

### 映画
- 蝉の鳴くクリスマス 大橋真美 役

### イメージガール
- SKNフラッシュ8 園田競馬イメージガール

## 作品

### DVD
- Happy Days（2021年5月、イーネット・フロンティア）
- 愛おしい日々（2021年8月、ギルド）
- 先生との日々（2021年11月、竹書房）